# Georges de Burosse
Pour les articles homonymes, voir Burosse (homonymie).
Georges de Burosse est un homme politique français né le 14 novembre 1778 à Lagraulet (Gascogne), mort à Dému (Gers) le 12 mai 1847.

## Biographie
Propriétaire, maire de Dému, conseiller général, il est député du Gers de 1824 à 1831, siégeant à droite. Il est sous-préfet de Saint-Sever de 1829 à 1830.

## Mandats
Député du Gers
- 1824-1827
- 1827-1830
- 1830-1831

## Sources
- « Georges de Burosse », dans Adolphe Robert et Gaston Cougny, Dictionnaire des parlementaires français, Edgar Bourloton, 1889-1891 [détail de l’édition]